# Ascetostoma providentiae
Ascetostoma providentiae is een slakkensoort uit de familie van de Chilodontaidae. De wetenschappelijke naam van de soort is voor het eerst geldig gepubliceerd in 1909 door Melvill.